# Palazzo delle Poste (Florence)
Le Palazzo delle Poste e Telegrafi est un bâtiment historique de Florence, occupant tout un bloc non loin de la piazza della Repubblica et de la piazza Strozzi.

## Histoire
En raison de la dispersion des services postaux dans différents bâtiments du centre-ville, en 1903, la municipalité de Florence entame des négociations avec le gouvernement pour la concession de deux lots résultant des travaux du Risanamento du vieux centre (1885-1895) afin de construire un bâtiment permettant la réunification des services postaux et télégraphiques de la ville.

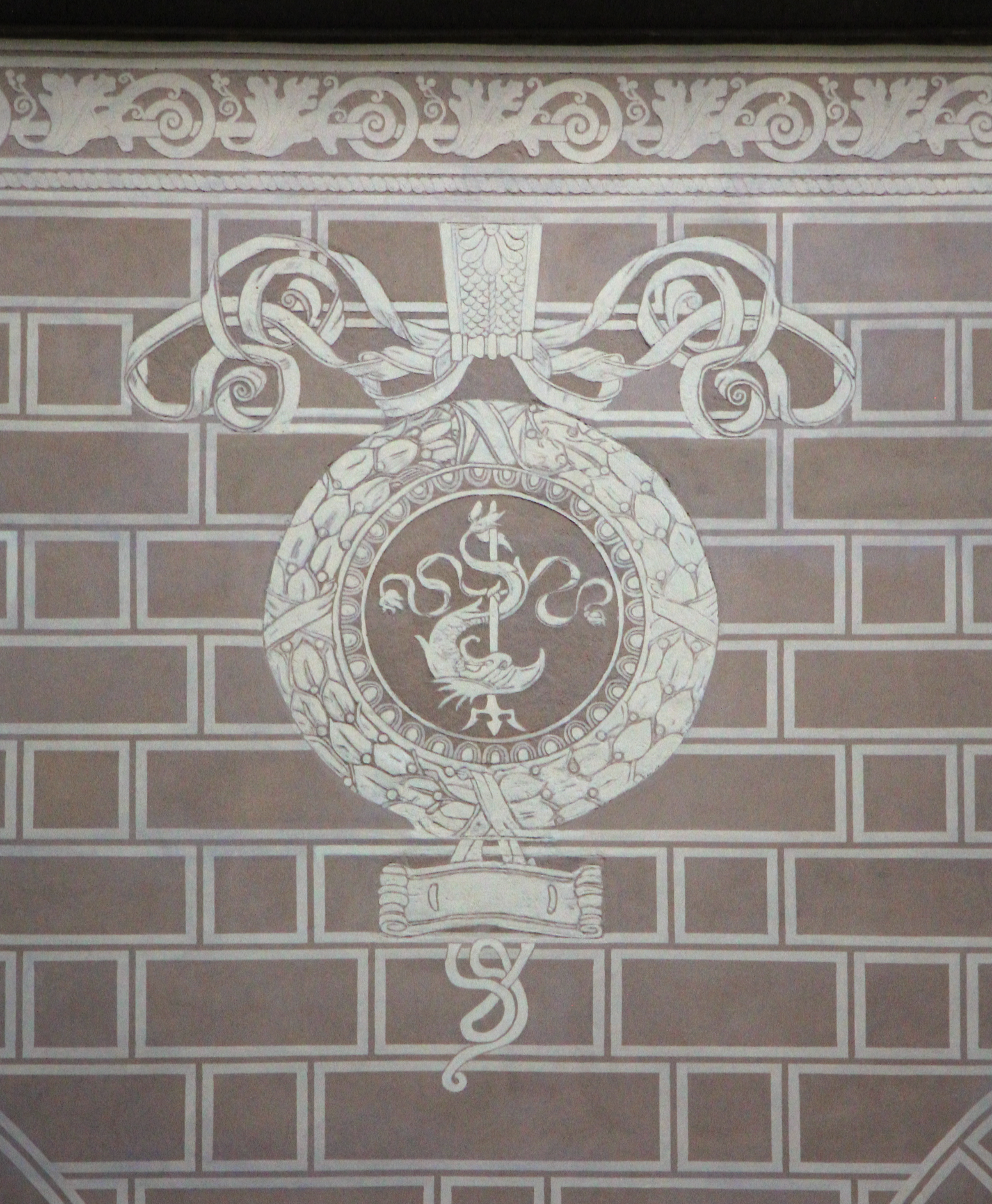
Sgraffite sur via Sassetti

Florence a été incluse dans la loi de 1904 pour l'attribution des fonds du ministère des Postes et Télégraphes, selon laquelle la construction devait être réalisée par la Municipalité pour passer, à la fin des travaux, à l'État.
En juillet 1907, les fondations sont réalisées et le souterrain construit. Cependant, l'insuffisance de la construction a été constatée, les travaux ont été suspendus et un projet d'extension développé sur le terrain contigu jusqu'à via degli Anselmi pour accueillir également les services téléphoniques, selon la proposition du ministre des Postes Carlo Schanzer.

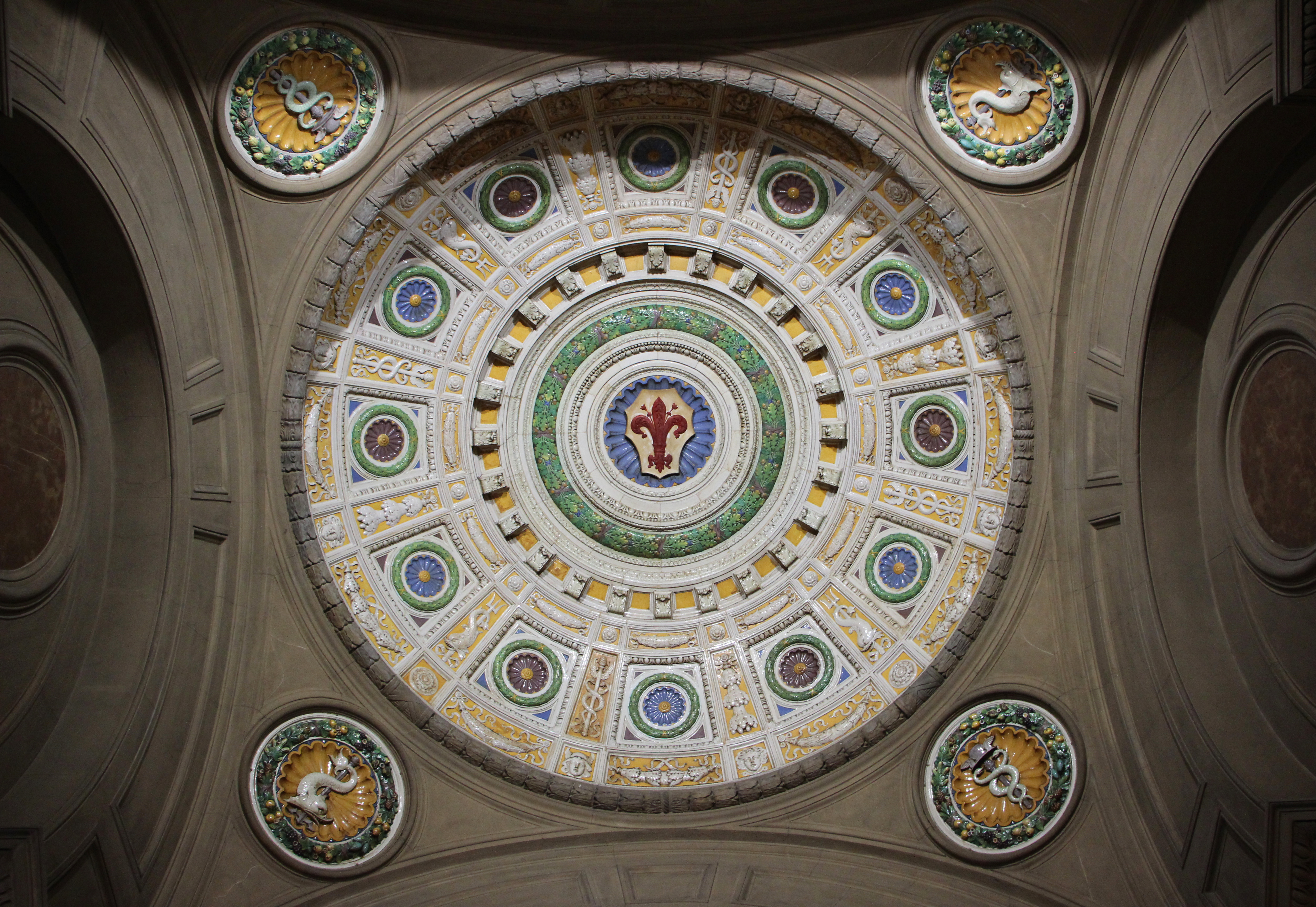
Le dôme en majolique de l'entrée

En 1908, la tâche d'un nouveau projet est alors confiée à l'ingénieur Tognetti et à l'architecte Rodolfo Sabatini, récemment revenu des États-Unis. Les travaux de maçonnerie sont terminés en 1914 et le 11 avril, le portique de via Pellicceria a été ouvert au public. Puis les travaux ont été ralentis en raison de la guerre, et ne seront achevés qu'en 1917, date à laquelle, le 19 avril, le bâtiment a été inauguré en présence du ministre des Postes Luigi Fera et du sous-secrétaire d'État Cesare Rossi.

## Description

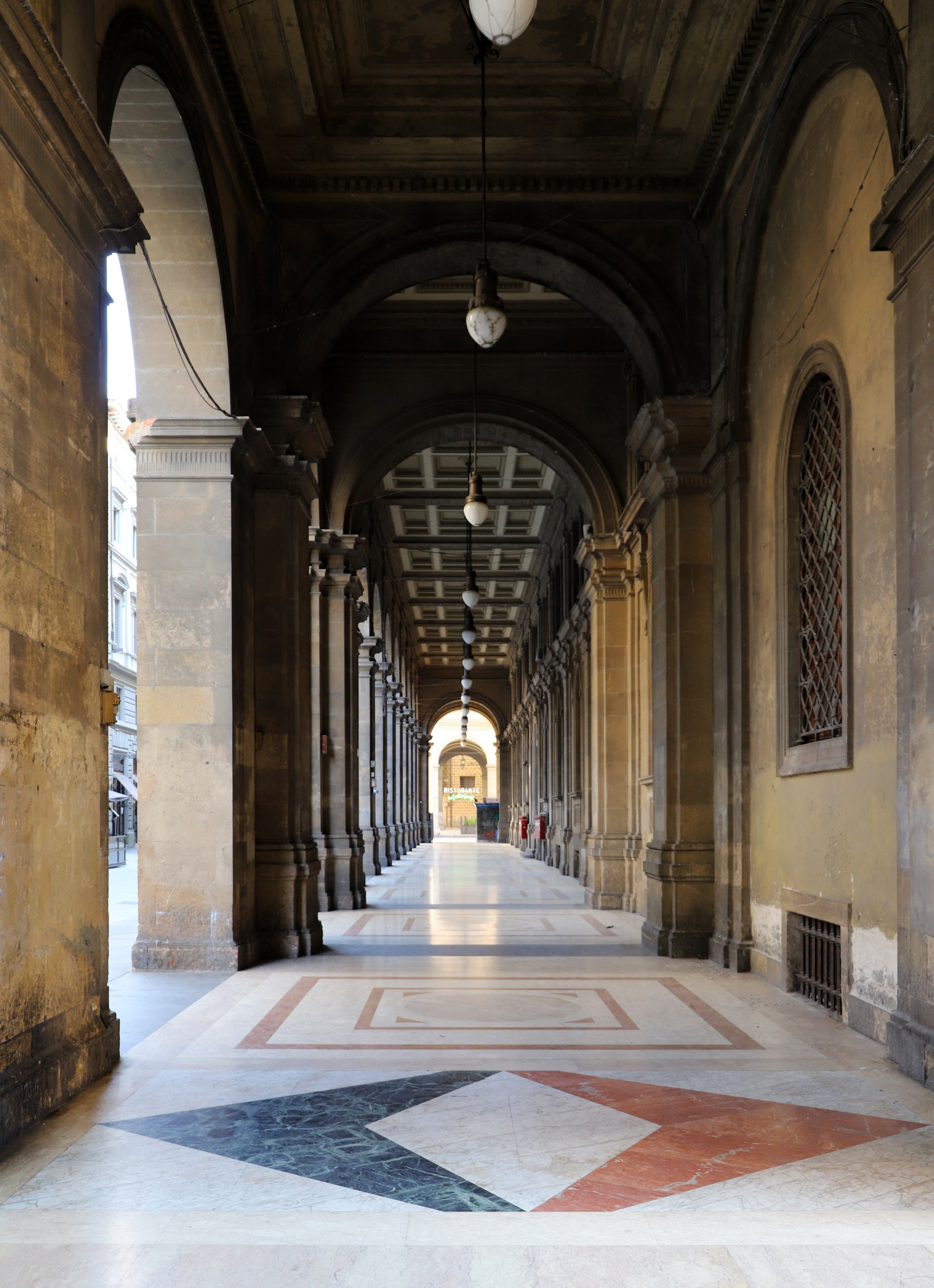
Le portique

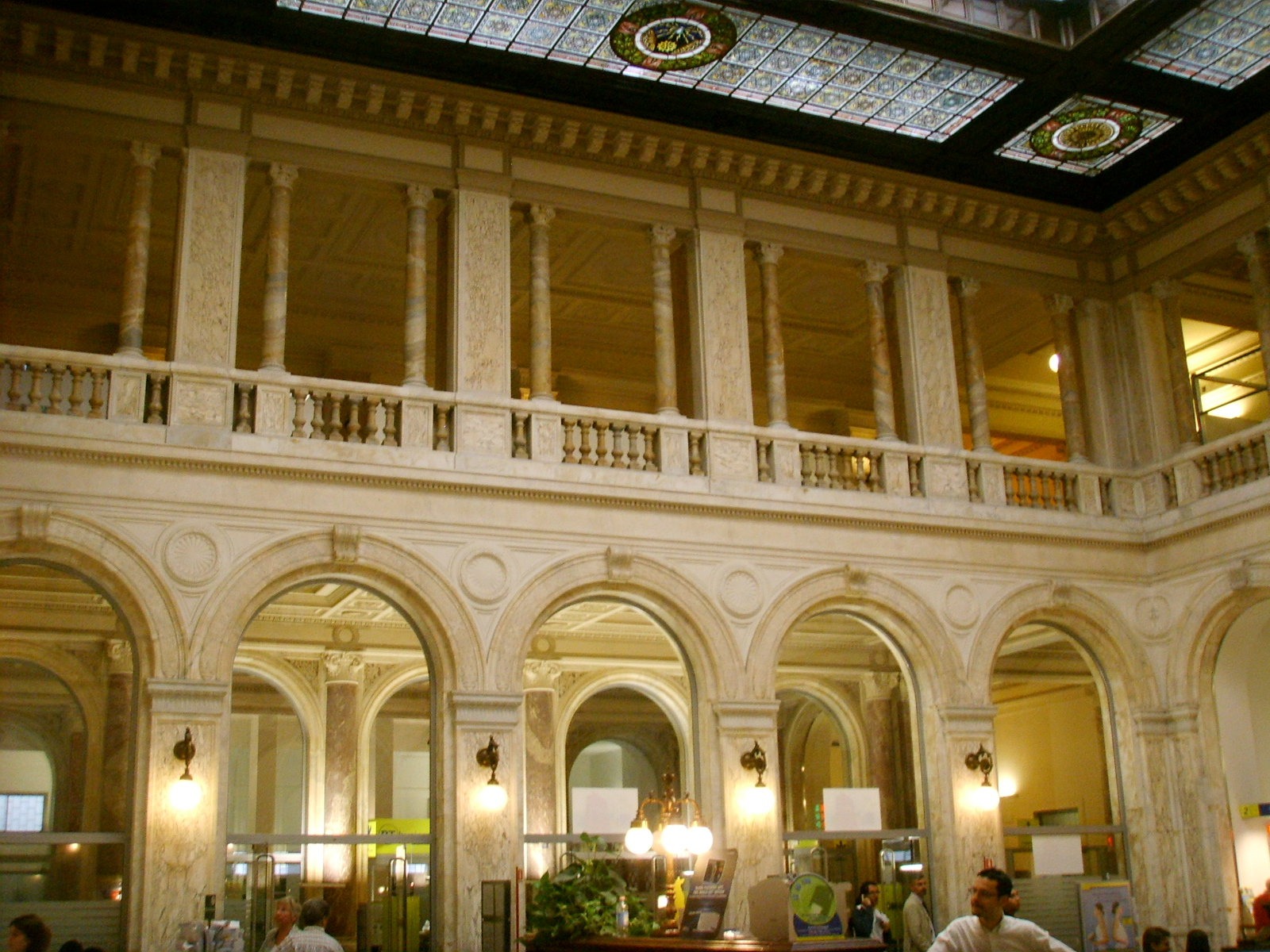
La salle pour le public

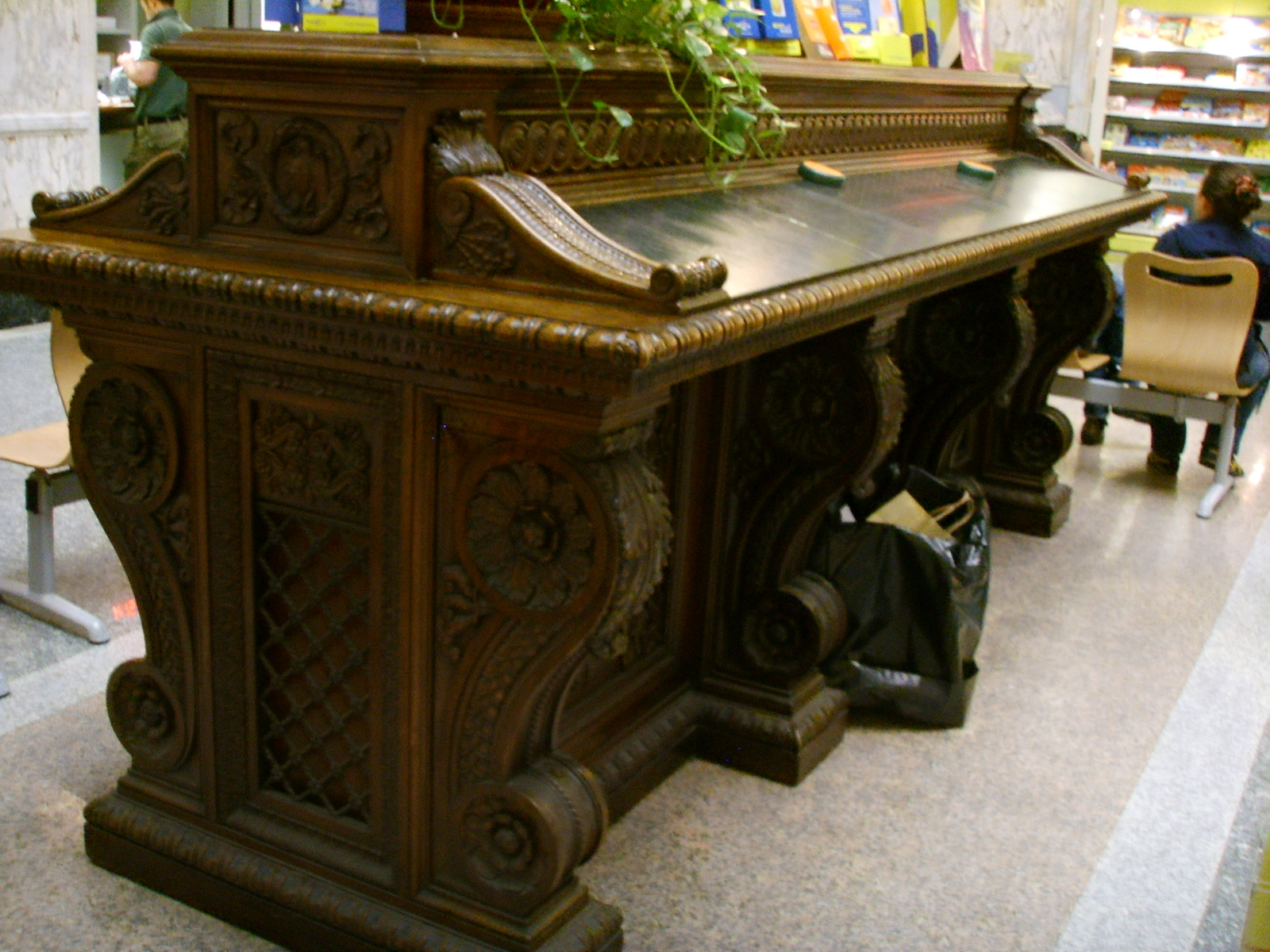
Les meubles d'origine

L'édifice présente sur sa façade principale un élégant portique à arcades. Plusieurs plaques commémoratives rendent hommage aux soldats tombés pendant la Première Guerre Mondiale. Le bâtiment a été équipé des systèmes et des services les plus modernes et une attention particulière a été portée à l'ameublement et à la  décoration des salles pour le public. À l'intérieur, la distribution s'effectue autour de deux cours carrées, dont l'une pour les services publics couverte par une structure en acier et en verre, et l'autre non couverte pour le service. La galerie de service est en marbre. 
La galerie supérieure, qui occupe la hauteur de la mezzanine, abrite d'autres services au public et, comme la galerie inférieure, confie son caractère représentatif à la décoration abondante et à l'utilisation de matériaux précieux. La galerie supérieure, où arrive l'escalier principal, est entièrement recouverte de marbre et terminée par des colonnes corinthiennes.

## Fortune critique
Selon les intentions de la résolution municipale, réaffirmées par Tognetti dans la description de 1917, l'aspect architectural du bâtiment s'inspire « de la belle époque de la Renaissance ». Cependant, les besoins d'un bâtiment « public et moderne » nécessitaient « d'autres lumières et d'autres proportions » que l'architecte Sabatini a mis en œuvre.
Les solutions décoratives et surtout les proportions imposantes des éléments architecturaux ont été plutôt critiquées par les contemporains. Aujourd'hui, le Palazzo delle Poste est vu comme l'une des expressions d'un éclectisme néo-XVe siècle typique des présences architecturales encombrantes de l'État dans les vingt premières années du XXe siècle.

## Source de traduction
- (it) Cet article est partiellement ou en totalité issu de l’article de Wikipédia en italien intitulé « Palazzo delle Poste (Firenze) » (voir la liste des auteurs).